# Bruce Joel Rubin
Bruce Joel Rubin (Detroit, 10 marzo 1943) è uno sceneggiatore, regista e produttore cinematografico statunitense, vincitore di un Oscar per la sceneggiatura di Ghost - Fantasma.

## Biografia
Figlio dell'attrice Sondra Rubin, si è diplomato alla Mumford High School per poi laurearsi alla New York University negli anni sessanta. Interessato di spiritualità e meditazione ha compiuto vari viaggi in Tibet ed India, passando diverso tempo in un monastero nepalese. Ha insegnato comunicazione fino al 1982 per poi dedicarsi alla sceneggiatura cinematografica.
Nel 1990 è premio Oscar per la migliore sceneggiatura originale di Ghost - Fantasma. Nel 1993 debutta alla regia con My Life - Questa mia vita con Michael Keaton e Nicole Kidman. Ha scritto la sceneggiatura del film catastrofico Deep Impact mentre nel 2008, assieme a Jeremy Leven, ha scritto l'adattamento cinematografico del romanzo La moglie dell'uomo che viaggiava nel tempo.

## Filmografia

### Sceneggiatore
- Brainstorm - Generazione elettronica (Brainstorm, 1983)
- Dovevi essere morta (Deadly Friend, 1986)
- Ghost - Fantasma (Ghost, 1990)
- Allucinazione perversa (Jacob's Ladder, 1990)
- Doppio inganno (Deceived, 1991)
- My Life - Questa mia vita (My Life, 1993)
- Deep Impact (Deep Impact, 1998)
- Stuart Little 2 (Stuart Little 2, 2002)
- Mimzy - Il segreto dell'universo (The Last Mimzy, 2007)
- Un amore all'improvviso (The Time Traveler's Wife, 2008)

### Regista
- My Life - Questa mia vita (My Life, 1993)